# Lalobbe
Lalobbe település Franciaországban, Ardennes megyében. Lakosainak száma 165 fő (2022. január 1.). Lalobbe Draize, Grandchamp, La Neuville-lès-Wasigny és Signy-l’Abbaye községekkel határos.

## Népesség
A település népességének változása:
| Lakosok száma | 264  | 240  | 236  | 195  | 182  | 174  | 169  | 165  | 164  | 165  |
|               | 1968 | 1982 | 1990 | 2006 | 2013 | 2015 | 2017 | 2019 | 2020 | 2022 |